# Patep
Le patep est une langue austronésienne parlée dans le nord-ouest de la Papouasie-Nouvelle-Guinée, dans la province de Morobe. La langue, qui est un des membres de la chaîne dialectale muneng, appartient à la branche malayo-polynésienne des langues austronésiennes.

## Classification
Le patep, avec les autres parlers muneng, fait partie des langues buang, un des sous-groupes des langues golfe d'Huon du Sud. Dans la classification de Lynch, Ross et Crowley (2002), ces dernières, avec les groupes qui forment les langues golfe d'huon sont intégrées dans les langues nouvelle-guinée du Nord, parmi les langues océaniennes occidentales.

## Phonologie
Les tableaux présentent les phonèmes du patep: voyelles et consonnes.

### Voyelles
|         | Antérieure    | Centrale      | Postérieure   |
| ------- | ------------- | ------------- | ------------- |
| Fermée  | i [i] ii [iː] |               | u [u] uu [uː] |
| Moyenne | ê [e] êê [eː] | ɨ [ə]         | ô [o] ôô [oː] |
| Ouverte | e [ɛ] ee [ɛː] | a [ɑ] aa [ɑː] | o [ɔ] oo [ɔː] |

### Consonnes
|              |              | Bilabiales | Dentales | Latérales | Dorsales | Dorsales | Glottales |
| ------------ | ------------ | ---------- | -------- | --------- | -------- | -------- | --------- |
| Palatales    | Vélaires     | Bilabiales | Dentales | Latérales |          |          | Glottales |
| Occlusives   | Sourde       | p [p]      | t [t]    |           |          | k [k]    |           |
| Occlusives   | Labial.      | pu [pʷ]    |          |           |          | ku [kʷ]  |           |
| Occlusives   | Palatal.     | py [pʲ]    | ty [tʲ]  |           |          |          |           |
| Occlusives   | Prénasal.    | b [m͡b]     | d [n͡d]   |           |          | g [ŋ͡g]   |           |
| Occlusives   | Labial.      | vu [m͡bʷ]   |          |           |          | gu [ŋ͡gʷ] |           |
| Occlusives   | Palatal.     | by [m͡bʲ]   | dy [n͡dʲ] |           |          |          |           |
| Fricative    | Simple       | v [β]      | s [s]    |           |          | x [ɣ]    | h [h]     |
| Fricative    | Palatal.     | vy [βʲ]    |          |           |          |          |           |
| Affriquée    | Affriquée    |            | nz [n͡ʣ]  |           |          |          |           |
| Nasale       | Simple       | m [m]      | n [n]    |           |          | ŋ [ŋ]    |           |
| Nasale       | Labial.      | mu [mʷ]    |          |           |          | ŋʷ [ŋʷ]  |           |
| Nasale       | Palatal.     | my [mʲ]    | ny [nʲ]  |           |          |          |           |
| liquide      | liquide      |            |          | l [l]     |          |          |           |
| Semi-voyelle | Semi-voyelle | w [w]      |          |           | y [j]    |          |           |

## Sources
- (en) John Lynch, Malcolm Ross et Terry Crowley, The Oceanic languages, Richmond, Curzon Press, coll. « Curzon Language Family Series », 2002 (ISBN 0-7007-1128-7)
- (en) Linda Vissering, Patep organised phonology data, Summer Institute of Linguistics in Papua New Guinea, 1992 (lire en ligne)